# Ракути
Раку́ти — село в Україні, у Семенівській міській громаді Новгород-Сіверського району Чернігівської області. Ще 2001 року населення становило 9 осіб, станом на 2018 рік у селі жителів не лишилося. До 2019 орган місцевого самоврядування — Іванівська сільська рада.

## Географія
Понад селом протікає річка Устіж, ліва притока Ревни.

## Історія
12 червня 2020 року, відповідно до Розпорядження Кабінету Міністрів України № 730-р «Про визначення адміністративних центрів та затвердження територій територіальних громад Чернігівської області», увійшло до складу Семенівської міської громади.
19 липня 2020 року, в результаті адміністративно-територіальної реформи та ліквідації Семенівського району, село увійшло до Новгород-Сіверського району.